# Фёдоров, Александр Александрович (ботаник)
Александр Александрович Фёдоров (1906—1982) — советский биолог, ботаник, специалист в области систематики и морфологии цветковых растений. Член-корреспондент Академии наук СССР (1964). Брат ботаника Андрея Александровича Фёдорова (1908—1987).

## Краткая биография

### Образование и карьера
Ал. А. Фёдоров родился в Твери в семье садовода. Высшее образование получил в своём родном городе — в Тверском педагогическом институте, который закончил в 1929 году. В 1929 году переехал в Ленинград; до 1934 года работал во Всесоюзном институте прикладной ботаники и новых культур (с 1930 года институт назывался Всесоюзным институтом растениеводства, сейчас — Всероссийский институт растениеводства им. Н. И. Вавилова), в том числе в его Сухумском и Ленкоранском отделениях.
В 1934 году перешёл в незадолго до этого (в 1931 году) созданный Ботанический институт АН СССР (с 1940 года — Ботанический институт имени В. Л. Комарова), в котором работал до конца жизни. Во время войны, в 1942 году, вступил в КПСС. С 1947 года — заместитель директора, а в 1962—1976 гг. — директор института. Воспитал множество учёных, включая Зинаиду Артюшенко, Сергея Априкяна.
С 26 июня 1964 года — член-корреспондент АН СССР по Отделению общей биологии.

### Научная биография
Основные труды посвящены морфологии растений (в первую очередь описательной морфологии и тератологии цветковых растений), систематике цветковых растений, а также вопросам ботанического ресурсоведения.
В 1930-е и 1940-е годы Ал. А. Фёдоров занимался разработкой методов полевых исследований, картирования и учёта растительных ресурсов. Им было составлено несколько ботанических сводок: диких эфиромасличных растений влажных субтропиков СССР (1938), лекарственных растений азербайджанского района Талыш, камеденосных растений Туркменистана. Предложил новый способ картирования растительного покрова — с воспроизведением ландшафта местности.
В послевоенные годы Ал. А. Фёдоров занимается в большей степени морфологией цветковых растений, в том числе ботанической тератологией — наукой об аномалиях в развитии растений: те аномалии, которые носят характер атавизмов, могут нести информацию, важную для понимания эволюции организмов (к примеру, в работе 1950 года он описывает возможные пути развития соцветий в пределах семейства Астровые (сложноцветные) на основе анализа аномальных зонтиковидных соцветий у некоторых современных представителей этого семейства). В 1958 году он опубликовал работу «Тератология и формообразование у растений», в которой описал явление тератогенеза. Ал. А. Фёдоров — соавтор «Атласа по описательной морфологии высших растений» («Лист», 1956; «Стебель и корень», 1962; «Цветок», 1975; «Плод», 1979; «Соцветие», 1979).
В 1955 году подписал «Письмо трёхсот» — направленное в Президиум ЦК КПСС письмо с критикой деятельности Т. Д. Лысенко и общей оценкой состояния биологии в СССР. Письмо было составлено большой группой советских учёных и привело в конечном счёте к отставке Лысенко с поста президента ВАСХНИЛ.
В 1974—1980 гг. Ал. А. Фёдоров — главный редактор первых четырёх томов, а также первой части 5-го тома «Жизни растений», крупнейшего научно-популярного ботанического издания, выходившего когда-либо на русском языке.
Похоронен на Серафимовском кладбище Санкт-Петербурга.
| Охрана природы и рациональное использование её ресурсов — задача многоплановая. Она важна не только в рамках одного государства, а для всего земного шара в целом. Особенно вредным является мнение, что человек должен «бороться с природой» и её «переделывать». |
| Из статьи Ал. А. Фёдорова и А. А. Яценко-Хмелевского «Охрана природы» |

## Награды
Александр Александрович Фёдоров был награждён четырьмя орденами Трудового Красного Знамени.
В 1957 году за работу «Атлас по описательной морфологии высших растений. Лист» (1956) Ал. А. Фёдоров вместе с соавторами (Моисеем Эльевичем Кирпичниковым и Зинаидой Трофимовной Артюшенко) был удостоен премии имени В. Л. Комарова Академии наук СССР.

## Некоторые работы
- Фёдоров Ал. А. Об уродливости у Plantago major L. // Советская ботаника : журнал. — 1945. — Т. 6. — С. 40—43.
- Фёдоров Ал. А. Аномалия в строении соцветий Alnus kamtschatica (Call.) Kom. и их возможное толкование // Советская ботаника : журнал. — 1947. — Т. 15. — С. 62—74.
- Фёдоров Ал. А. Случай аномалии у Salix caprea L. и вероятное его истолкование // Ботанический журнал : журнал. — 1949. — Т. 34, № 3. — С. 273—279.
- Фёдоров Ал. А. Аномалии у некоторых сложноцветных и их значение для понимания формирования соцветий сем. Compositae // Ботанический журнал : журнал. — 1950. — Т. 35, № 2. — С. 148—161.
- Фёдоров Ал. А. К познанию явлений «ветвистости» початков у кукурузы // Ботанический журнал : журнал. — 1951. — Т. 36, № 4. — С. 341—348.
- Фёдоров Ал. А., Кирпичников М. Э. и Артюшенко З. Т. Атлас по описательной морфологии высших растений. Лист / Академия наук СССР. Ботанический институт им. В. Л. Комарова. Под общ. ред. чл.-кор. АН СССР П. А. Баранова. Фотографии В. Е. Синельникова. — М.—Л.: Изд-во Академии наук СССР, 1956. — 303 с. — 3000 экз.
- Фёдоров Ал. А. Тератология и формообразование у растений. — М.—Л.: Изд. АН СССР, 1958. — 28 с. — (Комаровские чтения).
- Фёдоров Ал. А., Кирпичников М. Э. и Артюшенко З. Т. Атлас по описательной морфологии высших растений. Стебель и корень / Академия наук СССР. Ботанический институт им. В. Л. Комарова. Под общ. ред. чл.-корр. АН СССР П. А. Баранова. Фотографии М. Б. Журманова. — М.—Л.: Изд-во Академии наук СССР, 1962. — 352 с. — 3000 экз.
- Фёдоров Ал. А. Ботаническое ресурсоведение как наука и его положение в системе научных знаний // Растительные ресурсы : журнал. — 1966. — Т. 2, вып. 2.
- Фёдоров Ал. А. Дикие полезные растения // Жизнь растений. В 6-ти т. / Гл. ред. Ал. А. Фёдоров. — М.: Просвещение, 1974. — Т. 1. Введение. Бактерии и актиномицеты. Под ред. Н. А. Красильникова и А. А. Уранова. — С. 154—162. — 487 с. — 300 000 экз.
- Артюшенко З. Т., Фёдоров Ал. А. Атлас по описательной морфологии высших растений. Цветок. — Л.: Наука. Ленинградское отделение, 1975. — 350 с.
- Артюшенко З. Т., Фёдоров Ал. А. Атлас по описательной морфологии высших растений. Плод. — Л.: Наука. Ленинградское отделение, 1979.
- Ал. Ал. Федоров с женой, Натальей Адриановной, в 1976 годуАртюшенко З. Т., Фёдоров Ал. А. Атлас по описательной морфологии высших растений. Соцветие. — Л.: Наука. Ленинградское отделение, 1979. — 295 с.

## Андрей Александрович Фёдоров
Брат Александра Александровича Фёдорова, Андрей Александрович Фёдоров (1908—1987), также был ботаником, членом-корреспондентом АН СССР (1970). Его основные труды — по систематике и географии цветковых растений, по истории флоры. Автор наименований ряда ботанических таксонов; в ботанической номенклатуре эти названия дополняются сокращением «Fed.».
Поскольку фамилия и инициалы у двух братьев совпадают, в литературе обычно используются сокращения Фёдоров Ал. А. для Александра Александровича Фёдорова и Фёдоров Ан. А. для Андрея Александровича Фёдорова.